# Alois Král
Alois Král (30. července 1877 Senetářov – 27. února 1972 Tišnov) byl moravský speleolog, objevitel Demänovské jeskyně svobody na Slovensku.

## Život

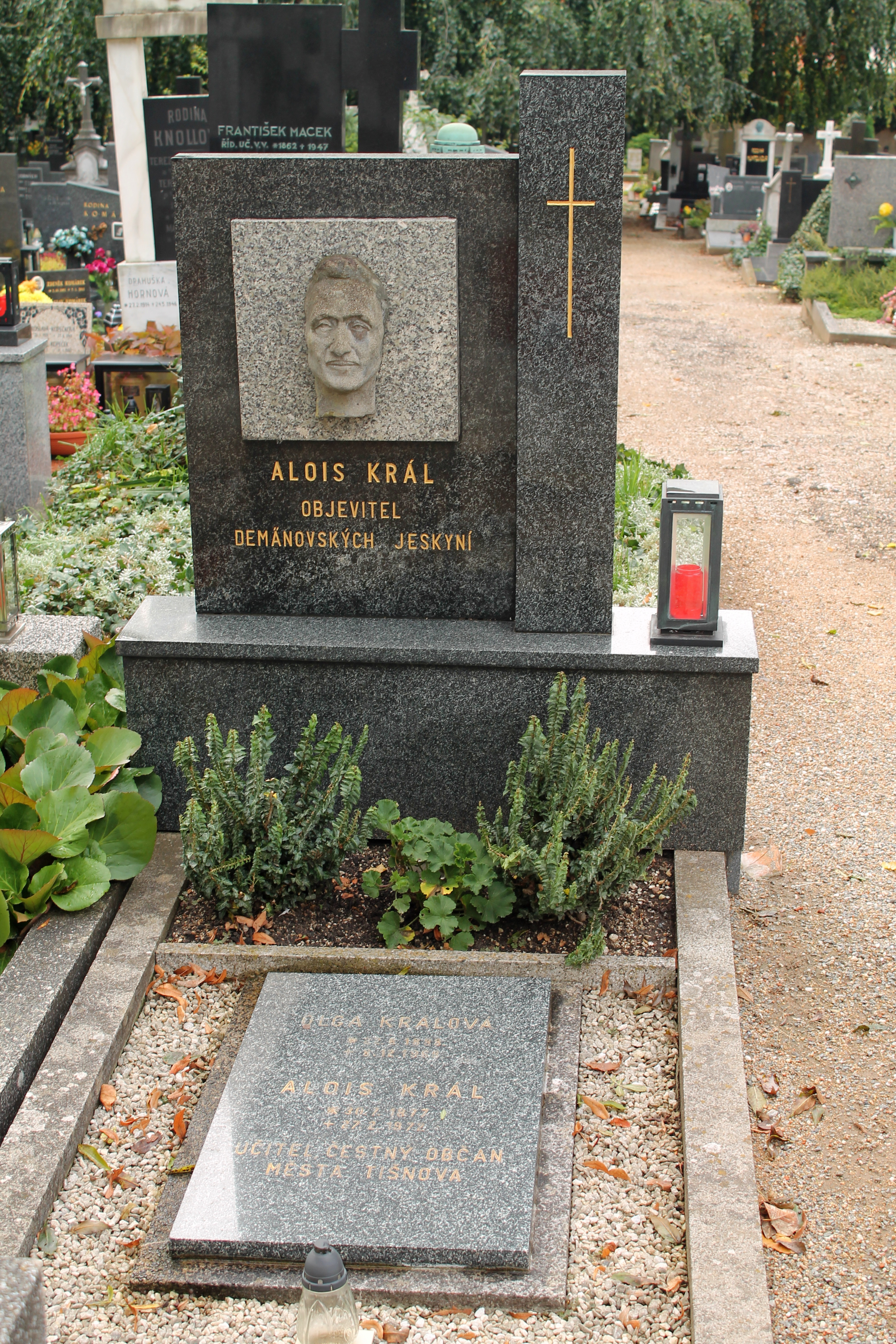
Hrob Aloise Krále v Tišnově

Alois Král se narodil v Senetářově v Moravském krasu. Po vystudování učitelského ústavu v Brně učil na moravsko-slovenském pomezí. Zde mimo jiné pod vlivem Leoše Janáčka sbíral folklorní písně.
Krále zaujala práce Karla Absolona a od roku 1904 s ním zkoumal jeskyně v Moravském krasu a na Balkáně. Oblast Demänovské doliny a Demänovskou ledovou jeskyni poprvé navštívil roku 1913, ale svůj největší objev učinil až v roce 1921: 3. srpna s místními pomocníky Adamem Mišurou, Otou Hrabalem a Jarmilou Vránovou pronikl přes vyschlý ponor Demänovky do nově objevených prostor Demänovské jeskyně svobody.
Po objevu jeskyně se Král přestěhoval na Slovensko, kde se plně věnoval speleologii. Organizoval zpřístupňování Demänovské jeskyně svobody, ale také průzkum jeskyň v Jánské dolině. Trvale se věnoval propagaci jeskyňářství a v letech 1923–1930 na území Československa přednášel a pořádal promítání z Demänovské doliny. Alois Král spolupracoval také s Rudolfem Těsnohlídkem, který vydal roku 1926 prvního jeskyňářského průvodce po Demänové.
Po odchodu do penze v roce 1932 se Král přestěhoval do Tišnova, kde žil do své smrti v roce 1972 a kde je i pohřben.
Na počest Aloise Krále je po něm pojmenována Králova galerie, bohatě zdobené poschodí v Demänovské jeskyni svobody, a Králova jeskyně v kopci Květnice v Tišnově.
Alois Král je čestným občanem Tišnova.